# Shriya Saran
Shriya Saran, (née le 11 septembre 1982), également connue sous le nom de Shriya, est une actrice et mannequin indienne connue pour son travail dans le cinéma sud-indien, ayant joué en Télougou, Tamoul, Malayalam et Hindi, ainsi que quelques films en Anglais. 
Saran a fait ses débuts au cinéma en 2001 avec le film Télougou, Ishtam, et a eu son premier succès commercial avec Santhosham (2002). Elle est ensuite apparue dans plusieurs autres films Télougou tout en faisant des incursions dans les industries hindi et tamoule. En 2007, Saran a joué dans Sivaji, le film tamoul le plus rentable de l'époque. Elle a également obtenu des éloges de la critique pour son rôle dans le film de Bollywood Awarapan de 2007. En 2008, elle a joué le rôle principal dans son premier film anglais, la coproduction américano-indienne The Other End of the Line.  
Ses projets suivants ont inclus des films populaires tels que Kanthaswamy (2009) en Tamoul et Pokkiri Raja (2010) en Malayalam - rôles qui l'ont établie comme l'une des actrices principales dans les industries cinématographiques du sud de l'Inde. En 2012, elle a été sélectionnée pour le film anglo-canadien Midnight's Children, sous la direction de Deepa Mehta, adapté du roman du même nom lauréat du prix Booker Prize de Salman Rushdie, pour lequel elle a reçu des éloges de la critique internationale. Elle a obtenu de nouveaux succès commerciaux en jouant dans des films tels que Pavitra (2013) et Chandra (2013). En 2014, Saran a joué dans le film Télougou acclamé par la critique Manam, qui lui a valu des distinctions pour sa performance. 
En plus de son travail dans les films, elle a été l'ambassadrice des marques à travers l'Inde, approuvant les produits de beauté et de santé. Entre autres activités philanthropiques, elle s'est portée volontaire pour des organisations caritatives. En 2011, elle a ouvert un SPA employant exclusivement des personnes malvoyantes. Elle a également été ambassadrice de la marque pour la Celebrity Cricket League pour ses deux premières saisons. 

## Vie privée

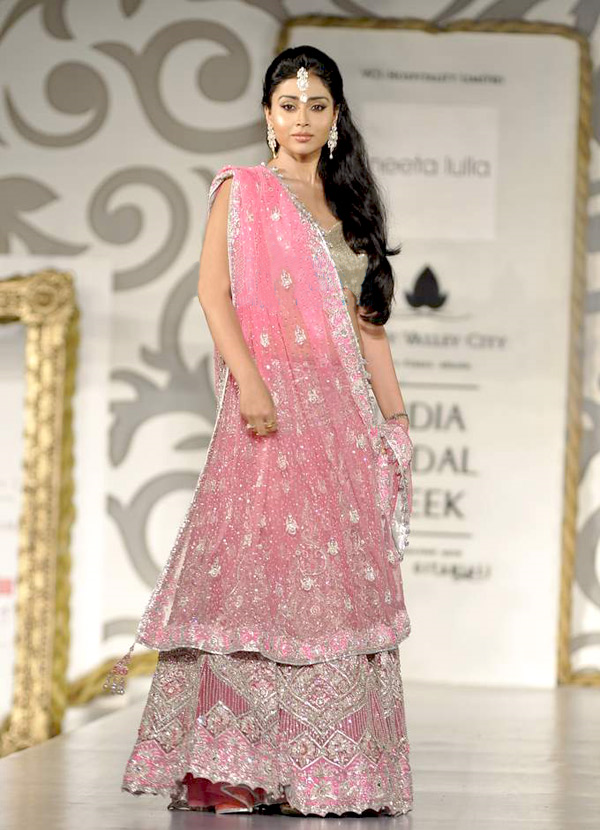
Shriya Saran défilant à la Bridal Fashion Week de 2010

Shriya Saran Bhatnagar est née le 11 septembre 1982 à Haridwar dans le nord de l'Inde, à Pushpendra Saran Bhatnagar et Neeraja Saran Bhatnagar.  Son père a travaillé pour Bharat Heavy Electricals Limited et sa mère était professeur de chimie à Delhi Public School, Ranipur à Haridwar et Delhi Public School, Mathura Road, New Delhi. Saran a terminé ses études dans les deux écoles où sa mère avait enseigné. Elle a un frère aîné nommé Abhiroop qui vit à Mumbai. 
Sa famille vivait dans la petite ville de la colonie BHEL à Haridwar lorsqu'elle grandissait. Plus tard, elle a étudié au Lady Shri Ram College à Delhi et a obtenu un baccalauréat ès arts en littérature.
Saran est une danseuse accomplie. Elle a d'abord été entraînée enfant par sa mère dans la danse folklorique Kathak et Rajasthani, et plus tard formée dans le style Kathak par Shovana Narayan. Elle a été impliquée avec de nombreuses équipes de danse au collège et avec son professeur. Ils intégreraient les questions sociales dans leurs routines de danse.
Le 12 mars 2018, elle a épousé son petit ami russe Andrei Koscheev dans sa résidence de Lokhandwala.

## Filmographie
| Année | Film                               | Role(s)                | Langue    | Notes                                                                      |
| ----- | ---------------------------------- | ---------------------- | --------- | -------------------------------------------------------------------------- |
| 2001  | Ishtam                             | Neha                   | Télougou  |                                                                            |
| 2002  | Santosham                          | Bhanu                  | Télougou  | Nommée, Filmfare Award de la meilleure actrice - Télougou                  |
| 2002  | Chennakesava Reddy                 | Preethi                | Télougou  |                                                                            |
| 2002  | Nuvve Nuvve                        | Anjali                 | Télougou  |                                                                            |
| 2003  | Tujhe Meri Kasam                   | Girija                 | Hindi     |                                                                            |
| 2003  | Neeku Nenu Naaku Nuvvu             | Sitalakshmi            | Télougou  |                                                                            |
| 2003  | Tagore                             | Devaki                 | Télougou  |                                                                            |
| 2003  | Ela Cheppanu                       | Priya                  | Télougou  |                                                                            |
| 2003  | Nee Manasu Naaku Telusu            | Reshma                 | Télougou  |                                                                            |
| 2003  | Enakku 20 Unakku 18                | Reshma                 | Tamoul    |                                                                            |
| 2004  | Nenunnanu                          | Anu                    | Télougou  | Nommée, Filmfare Award de la meilleure actrice - Télougou                  |
| 2004  | Thoda Tum Badlo Thoda Hum          | Rani                   | Hindi     |                                                                            |
| 2004  | Arjun                              | Roopa                  | Télougou  |                                                                            |
| 2004  | Shukriya: Till Death Do Us Apart   | Sanam K. Jindal        | Hindi     |                                                                            |
| 2005  | Balu                               | Anu                    | Télougou  |                                                                            |
| 2005  | Naa Alludu                         | Meghana                | Télougou  |                                                                            |
| 2005  | Sada Mee Sevalo                    | Suryakantham           | Télougou  |                                                                            |
| 2005  | Soggadu                            | Elle-même              | Télougou  | Apparence spéciale                                                         |
| 2005  | Subash Chandra Bose                | Svarajyam              | Télougou  |                                                                            |
| 2005  | Mogudu Pellam O Dongodu            | Satyabhama             | Télougou  |                                                                            |
| 2005  | Mazhai                             | Shylaja                | Tamoul    |                                                                            |
| 2005  | Chhatrapati                        | Neelu                  | Télougou  | Nommée, Filmfare Award de la meilleure actrice - Télougou                  |
| 2005  | Bhageeratha                        | Swathi                 | Télougou  |                                                                            |
| 2005  | Bommalata                          | Swathi                 | Télougou  | Caméo appearance                                                           |
| 2006  | Devadasu                           |                        | Télougou  | Apparence spéciale                                                         |
| 2006  | Game                               |                        | Télougou  | Apparence spéciale                                                         |
| 2006  | Boss                               | Sanjana                | Télougou  | Apparence spéciale                                                         |
| 2006  | Thiruvilaiyaadal Aarambam          | Priya                  | Tamoul    |                                                                            |
| 2007  | Munna                              |                        | Télougou  | Apparence spéciale dans la chanson "Chammakkuro"                           |
| 2007  | Arasu                              | Ankita                 | Kannada   | Caméo apparence                                                            |
| 2007  | Sivaji                             | Thamizhselvi           | Tamoul    |                                                                            |
| 2007  | Awarapan                           | Aliya                  | Hindi     |                                                                            |
| 2007  | Tulasi                             |                        | Télougou  | Apparence spéciale dans la chanson "Ne Chuk Chuk Bandini"                  |
| 2007  | Azhagiya Tamil Magan               | Abhinaya               | Tamoul    |                                                                            |
| 2008  | Indiralohathil Na Azhagappan       |                        | Tamoul    | Apparence spéciale dans la chanson "Mallika Sherawata? Marilyn Monroe va?" |
| 2008  | Mission Istaanbul                  | Anjali Sagar           | Hindi     |                                                                            |
| 2008  | The Other End of the Line          | Priya Sethi            | Anglais   |                                                                            |
| 2009  | Ek: The Power of One               | Preet                  | Hindi     |                                                                            |
| 2009  | Thoranai                           | Indhu                  | Tamoul    |                                                                            |
| 2009  | Pistha                             | Indhu                  | Télougou  |                                                                            |
| 2009  | Kanthaswamy                        | Subbulakshmi           | Tamoul    |                                                                            |
| 2009  | Cooking with Stella                | Tannu                  | Anglais   |                                                                            |
| 2010  | Kutty                              | Geetha                 | Tamoul    |                                                                            |
| 2010  | Jaggubhai                          | Monisha Jagannathan    | Tamoul    |                                                                            |
| 2010  | Na Ghar Ke Na Ghaat Ke             |                        | Hindi     | Apparence spéciale                                                         |
| 2010  | Pokkiri Raja                       | Aswathy                | Malayalam |                                                                            |
| 2010  | Don Seenu                          | Deepti                 | Télougou  |                                                                            |
| 2010  | Puli                               |                        | Télougou  | Apparence spéciale dans la chanson "Dochey"                                |
| 2010  | Uthamaputhiran                     | Kalpana                | Tamoul    | Apparence d'invité                                                         |
| 2010  | Chikku Bukku                       | Anu                    | Tamoul    |                                                                            |
| 2011  | Rowthiram                          | Priya                  | Tamoul    | Prix de la meilleure actrice ITFA                                          |
| 2011  | Rajapattai                         |                        | Tamoul    | Apparence spéciale dans la chanson "Laddu Laddu Rendu Laddu"               |
| 2012  | Casanovva                          | Sameera Zacharia       | Malayalam |                                                                            |
| 2012  | Gali Gali Chor Hai                 | Nisha                  | Hindi     |                                                                            |
| 2012  | Nuvva Nena                         | Nandini                | Télougou  |                                                                            |
| 2012  | Life is Beautiful                  | Paro                   | Télougou  |                                                                            |
| 2012  | Midnight's Children                | Parvati                | Anglais   |                                                                            |
| 2013  | Zila Ghaziabad                     |                        | Hindi     | Apparence spéciale dans la chanson "Chamiya No.1"                          |
| 2013  | Pavitra                            | Pavitra                | Télougou  |                                                                            |
| 2013  | Chandra                            | Ammanmani Chandravathy | Kannada   |                                                                            |
| 2014  | Chandra                            | Ammanmani Chandravathy | Tamoul    |                                                                            |
| 2014  | Manam                              | Rama Lakshmi, Anjali   | Télougou  | Prix SIIMA de la meilleure actrice dans un second rôle                     |
| 2015  | Gopala Gopala                      | Meenakshi              | Télougou  |                                                                            |
| 2015  | Drishyam                           | Nandini Salgaonkar     | Hindi     |                                                                            |
| 2016  | Oopiri                             | Priya                  | Télougou  | Caméo apparence                                                            |
| 2016  | Thozha                             | Priya                  | Tamoul    | Caméo apparence                                                            |
| 2017  | Gautamiputra Satakarni             | Vashishtha Devi        | Télougou  |                                                                            |
| 2017  | Anbanavan Asaradhavan Adangadhavan | Selvi                  | Tamoul    |                                                                            |
| 2017  | Nakshathram                        | Elle-même              | Télougou  | Apparence spéciale dans la chanson "Time Ledu Guru"                        |
| 2017  | Paisa Vasool                       | Sarika                 | Télougou  |                                                                            |
| 2018  | Gayatri                            | Shaarada               | Télougou  |                                                                            |
| 2018  | Phamous                            | Lalli                  | Hindi     |                                                                            |
| 2018  | Veera Bhoga Vasantha Rayalu        | Neelima                | Télougou  |                                                                            |
| 2019  | N.T.R: Kathanayakudu               | Prabha                 | Télougou  | Apparence spéciale dans la chanson "Chitram Bhale Vichitram"               |
| 2020  | Sab Kushal Mangal                  | Elle-même              | Hindi     | Apparence spéciale dans la chanson "Naya Naya Love"                        |

## Awards et nominations
- Nommée, Filmfare Award de la meilleure actrice - Télougou pour Santosham (2002)
- Nommée, Filmfare Award de la meilleure actrice - Télougou pour Nenunnanu (2004)
- Nommée, Filmfare Award de la meilleure actrice - Télougou pour Chhatrapati (2005)
- South Scope Style Award de la meilleure actrice tamoule pour Sivaji (2007)
- Nommée, Prix Vijay pour l'héroïne préférée pour Sivaji (2007)
- Stardust Exciting New Face Award pour Mission Istanbul (2008)
- Nommée, Prix Vijay pour l'héroïne préférée pour Kanthaswamy (2009)
- Prix Amrita Mathrubhumi de la meilleure actrice pour Kanthaswamy (2009)
- Prix Amrita Mathrubhumi de la meilleure actrice pour Thoranai (2009)
- Prix de la meilleure actrice ITFA pour Rowthiram (2011)
- Nommée, Filmfare Awards de la meilleure actrice dans un second rôle Manam (2014)
- Prix national TV9 TSR de la meilleure actrice pour Manam (2014)
- Prix SIIMA de la meilleure actrice dans un second rôle pour  Manam (2014)
- Santosham Film Awards de la meilleure actrice pour  Manam (2014)
- TV9 TSR National Award de la meilleure actrice pour Gopala Gopala (2015)
- Santosham Film Awards de la meilleure actrice pour Gautamiputra Satakarni (2015)

## Honneurs et reconnaissances
- GR8 Women's Award (2014)
- Prix T. Subbarami Reddy Lalitha Kala Parishath pour contributions au cinéma Télougou (2010)
- En vedette dans un sondage mené par Rediff sur les femmes qui réussissent dans le divertissement indien, la classant parmi les meilleures actrices
- Classement sur la liste du Times of India des "50 femmes les plus désirables" 13e en 2010, 5e en 2011, 18e en 2012, 7e en 2013, 5e en 2014 et 6e en 2015
- Classements sur Hyderabad Times, la femme la plus désirable pour le sud, 3e en 2013, 2e en 2014, 2e en 2015
- Ambassadeur de la marque pour les SIIMA AWARDS en 2013, 2014, 2015, 2016 et 2017